# Wasserturm Rheindahlen

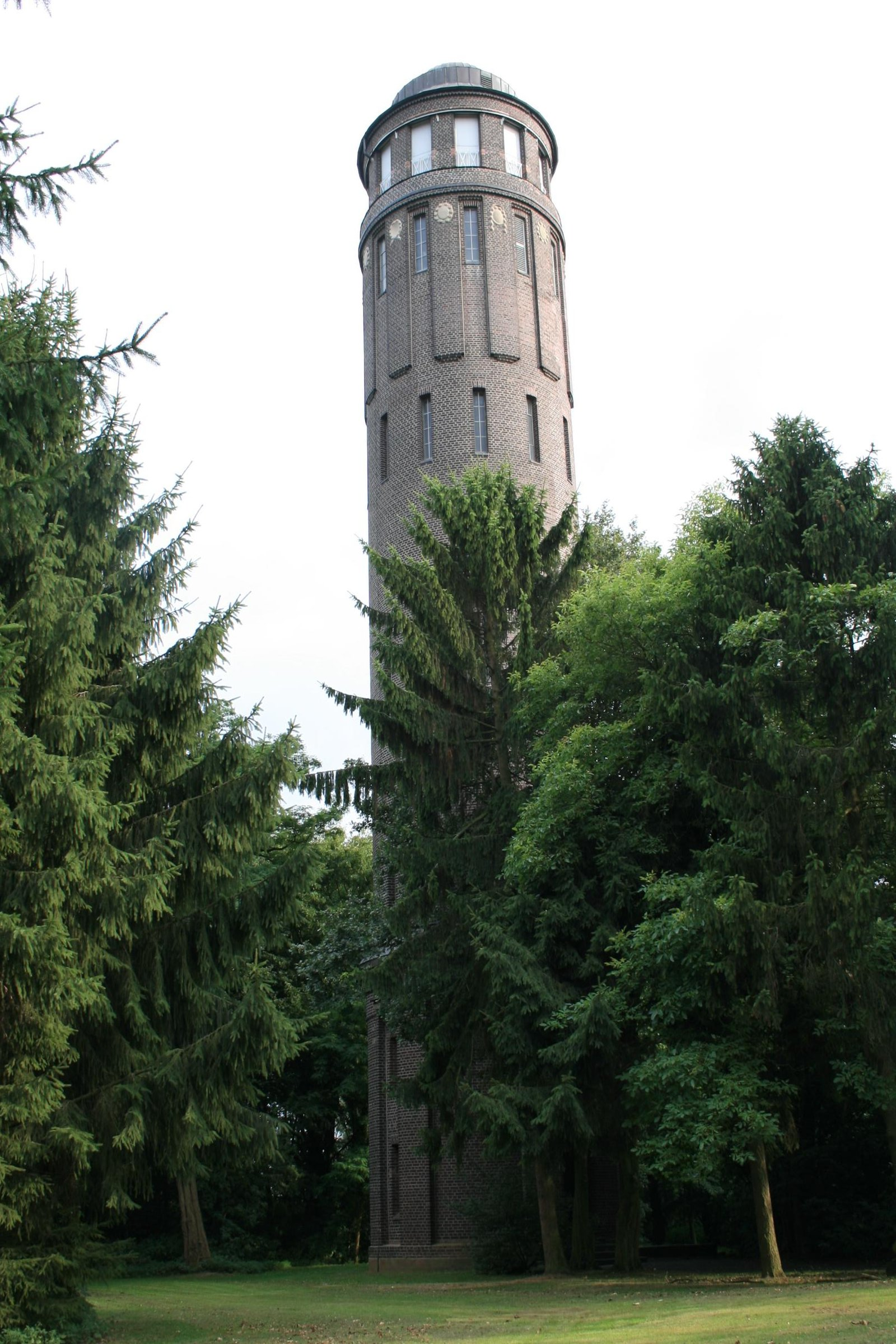
Wasserturm Rheindahlen (2010)

Der Wasserturm Rheindahlen steht im Stadtteil Rheindahlen in Mönchengladbach (Nordrhein-Westfalen), Mennrather Straße 80.
Das Gebäude wurde 1913  erbaut. Es wurde unter Nr. M 020 am 14. Oktober 1986 in die Denkmalliste der Stadt Mönchengladbach eingetragen.

## Lage
Der Wasserturm liegt südöstlich des alten Stadtkerns Rheindahlens an der Mennrather Straße auf ziemlich ebenem, weitgehend durch Feldwirtschaft bestimmtem Umland.

## Architektur
Der 1913 entstandene, runde Wasserturm ist 41,6 m hoch und ganz aus Backstein ausgeführt. Er besteht aus Unterbau, Schaft und Kopfstück. Das Wasserreservoir fasst etwas mehr als 150 m³.
Der elegante, zurückhaltend-schmuckvolle Wasserturm ist ein gelungenes Beispiel eines Ingenieurbaus. In Anbetracht seiner künstlerischen Ausführung und der generell seltenen Turmbauten ist dieses technische Denkmal aus bauhistorischen und industriearchäologischen Gründen schützenswert.